# Saint-Césaire (Canada)
Saint-Césaire è un comune canadese di 4.850 abitanti situato nella regione amministrativa di Montérégie della provincia del Québec.